# Kurucuova, Kavaklıdere
Kurucuova là một xã thuộc huyện Kavaklıdere, tỉnh Muğla, Thổ Nhĩ Kỳ. Dân số thời điểm năm 2011 là 302 người.